# Sebastien (musikgrupp)

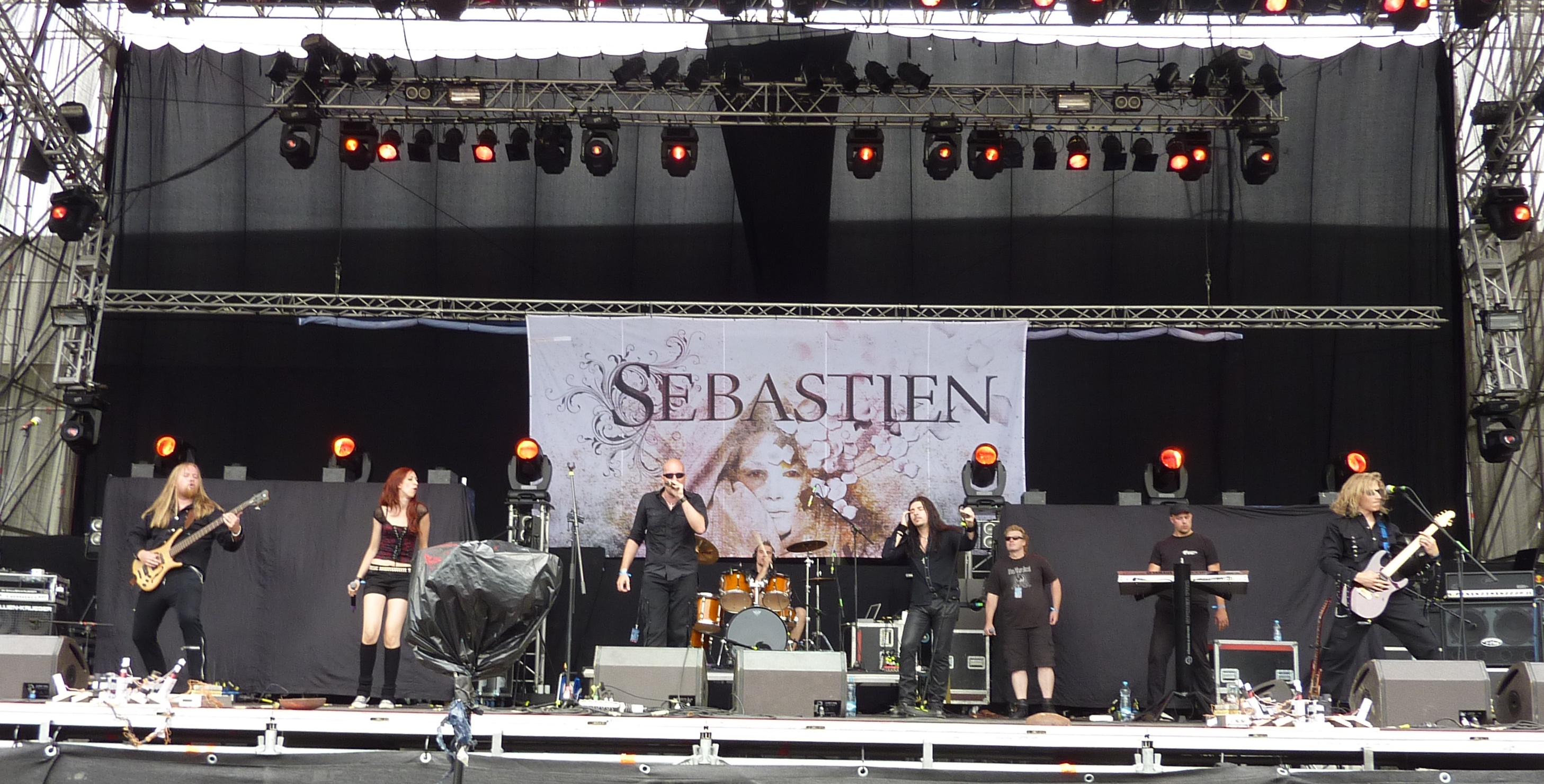
Sebastien på Masters of Rock 2012 (Vizovice).

Sebastien är ett tjeckiskt symphonic power metal-band från Pardubice som är aktiva sedan 2008. Bandmedlemmarna har tidigare varit aktiva i banden Calypso och Navar. 

## Medlemmar

### Nuvarande
- George Rain - gitarr och sång (2008−)
- Andy Mons - gitarr och bakgrundssång (2008−present)
- Petri Kallio - bas och bakgrundssång (2010−present)
- Pavel Dvořák - keyboard (2012−present)
- Lukáš Říha - trummor (2013−present)

### Tidigare medlemmar
- Peter Forge - bas (2008−2010)
- Rob Vrsansky - keyboard (2008−2010)
- Victor Mazanek - keyboard och bakgrundssång (2010-2012)
- Radek Rain - trummor (2008-2012)

### Gästmusiker
- Amanda Somerville − sång på "Femme Fatale" och "Black Rose - part II" (Tears Of White Roses).
- Apollo Papathanasio − sång på "Silver Water" (Tears Of White Roses).
- Doogie White − sång på "Black Rose - part I" (Tears Of White Roses).
- Fabio Lione − sång på "Dorian" och "Fields Of Chlum (1866 A.D.)" (Tears Of White Roses).
- Mike DiMeo − sång på "Voices In Your Heart" och "Tears Of White Roses" (Tears Of White Roses).
- Roland Grapow − sologitarr på "Voices In Your Heart", sång på "Dorian" och "Phoenix Rising" (Tears Of White Roses)
- Tore Moren − sologitarr på "Museé Du Satan Rouge" (Tears Of White Roses)
- Ailyn Giménez  − sång på "Last Dance at Rosslyn Chapel" (Dark Chambers of Déjà Vu)
- Martin "Marthus" Skaroupka - trummor (Dark Chambers of Déjà Vu)

## Diskografi
- Závidím (EP) - 2008
- Tears Of White Roses (Album) - 2010
- Dark Chambers of Déjà Vu (Album) - 2015
- Act of Creation (Album) - 2018